# القارح (الشاهل)

تعديل مصدري - تعديل

القاعدة هي إحدى قرى عزلة أسلم الوسط بمديرية أسلم التابعة لمحافظة حجة، بلغ تعداد سكانها 76 نسمة حسب تعداد اليمن لعام 2004.